# Campo Base del Everest

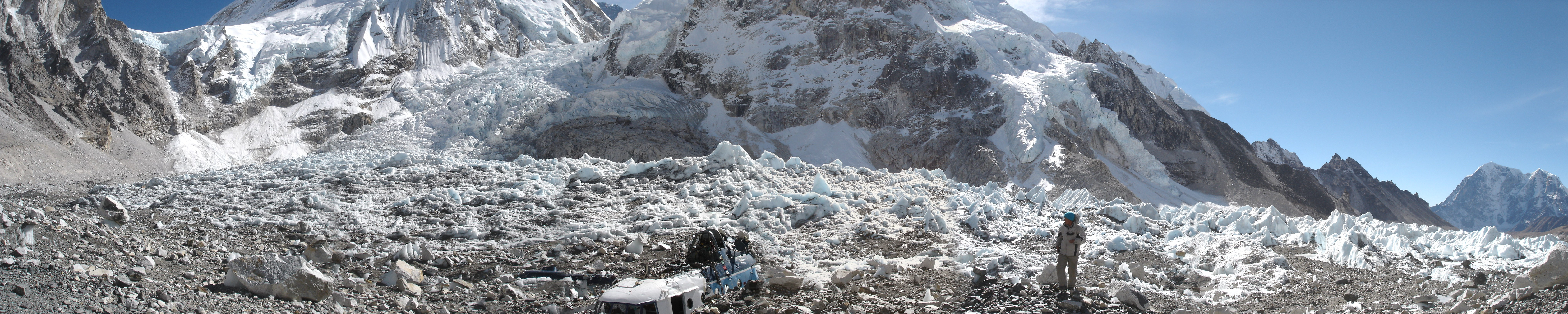
Vista del campamento base sur. La pared de hielo de Khumbu se aprecia a la izquierda. En el centro tenemos un helicóptero accidentado en 2003.

El campamento base del Everest son, en realidad, dos campamentos base, localizados cada uno en los lados opuestos del monte Everest. El campamento base sur (south base camp) se encuentra en Nepal a una altitud de 5,364 metros (17,598 pies) (28°0′26″N 86°51′34″E / 28.00722, 86.85944) y el campamento base norte (north base camp) en el Tíbet a 5,150 metros (16,900 pies) (28°8′28″N 86°51′6″E / 28.14111, 86.85167). Son zonas de acampada rudimentarias situadas en las laderas del Monte Everest que son utilizadas por los escaladores durante su ascensión y posterior descenso. El campamento base sur se utiliza cuando se toma la vía sureste para realizar la escalada, mientras que el norte se utiliza cuando se utiliza la vía noreste.
El campamento base sur es abastecido por sherpas o porteadores ayudados por animales de carga, por lo general yaks. El campamento base norte tiene el acceso de vehículos (al menos en los meses de verano). Los escaladores descansan varios días en estos campamentos base con el objetivo de aclimatarse y evitar posibles peligros derivados del mal de altura. Generalmente estas zonas de acampada se componen de largas hileras de tiendas con comida, sábanas y luces.

## Campamento base sur en Nepal

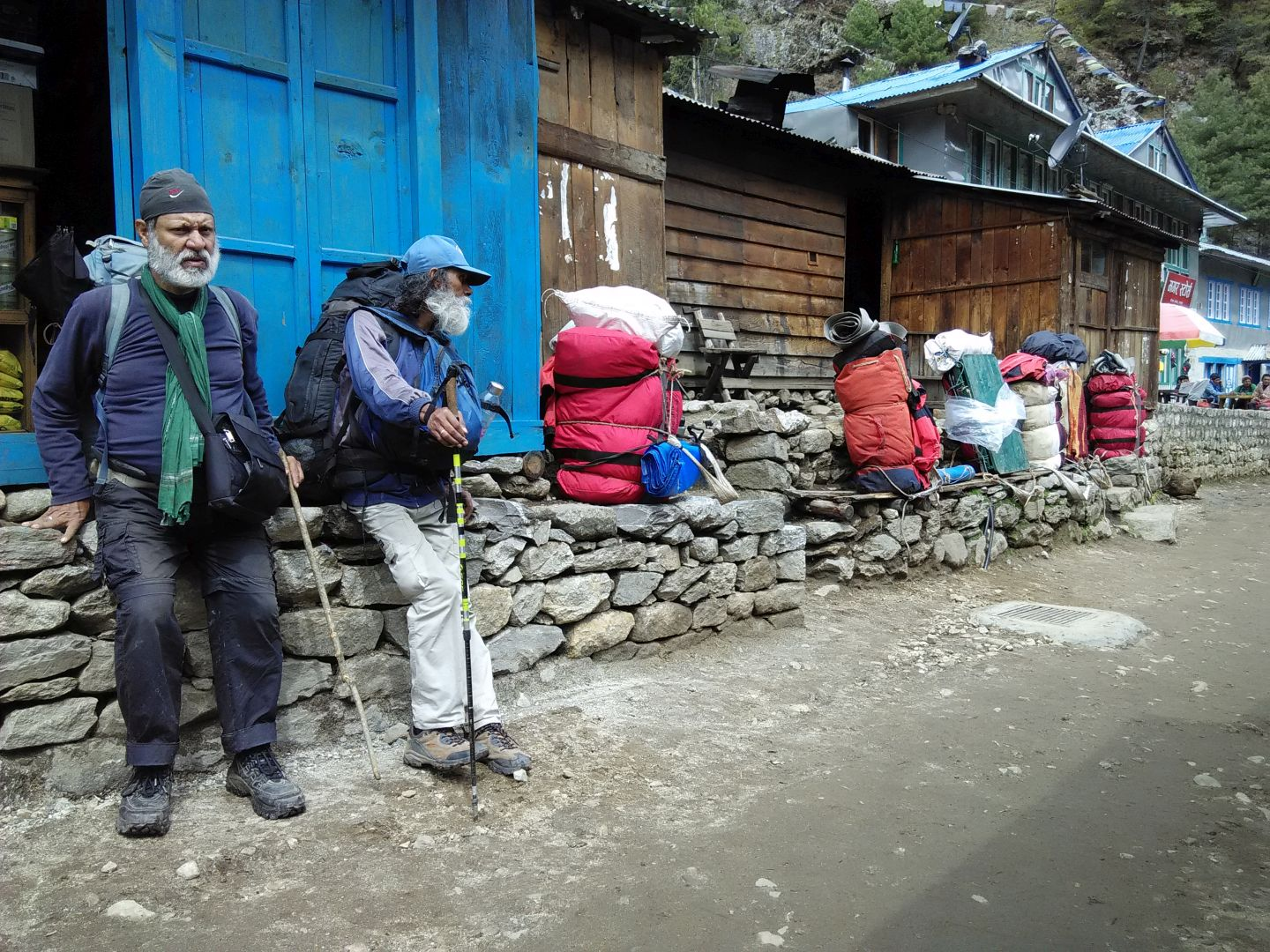
Breve descanso sobre el sendero a la base del Everest.

La caminata al campamento base del Everest en el lado sur es una de las rutas más populares de senderismo en el Himalaya y es visitada por cientos de senderistas todos los años. Normalmente los senderistas toman un vuelo de Katmandú a Lukla para ahorrar tiempo y energía antes de iniciar el viaje matutino al campamento base. Aunque es posible llegar a pie a Lukla, ya que no hay carreteras de Katmandú a Lukla, el único medio para transportar suministros grandes y pesados es solo por avión.
En el 2015, se observó que cerca de 40,000 personas al año toman la caminata desde el aeropuerto de Lukla al campamento base del Everest en Nepal.

Mapa de la ruta del sendero a la base del Everest del lado nepalí.

Desde Lukla, los escaladores viajan cuesta arriba a la capital sherpa de Namche Bazaar, 3,440 metros (11,290 pies), siguiendo el valle del río Dudh Kosi. Toma aproximadamente dos días alcanzar la villa, que es un centro de actividad de la zona. Normalmente en este punto, los escaladores se toman un día de descanso para aclimatarse. Entonces toman otra caminata de dos días hasta Dingboche, 4,260 metros (13,980 pies) antes de descansar otro día para continuar con la aclimatación. Les lleva dos días más llegar al campamento base del Everest por la vía de Gorakshep, el terreno llano bajo el Kala Patthar, 5,545 metros (18,192 pies) y el Pumori.
El 25 de abril de 2015, un terremoto de magnitud 7.8 MW golpeó Nepal y desencadenó una avalancha en el Pumori que barrió el campamento base sur. Al menos 19 personas murieron como resultado. Dos semanas después, el 12 de mayo, un segundo terremoto de magnitud 7.3 MW golpeó la misma zona. Algunos de los senderos que conectaban al campamento base del Everest resultaron dañados y necesitaron reparaciones.

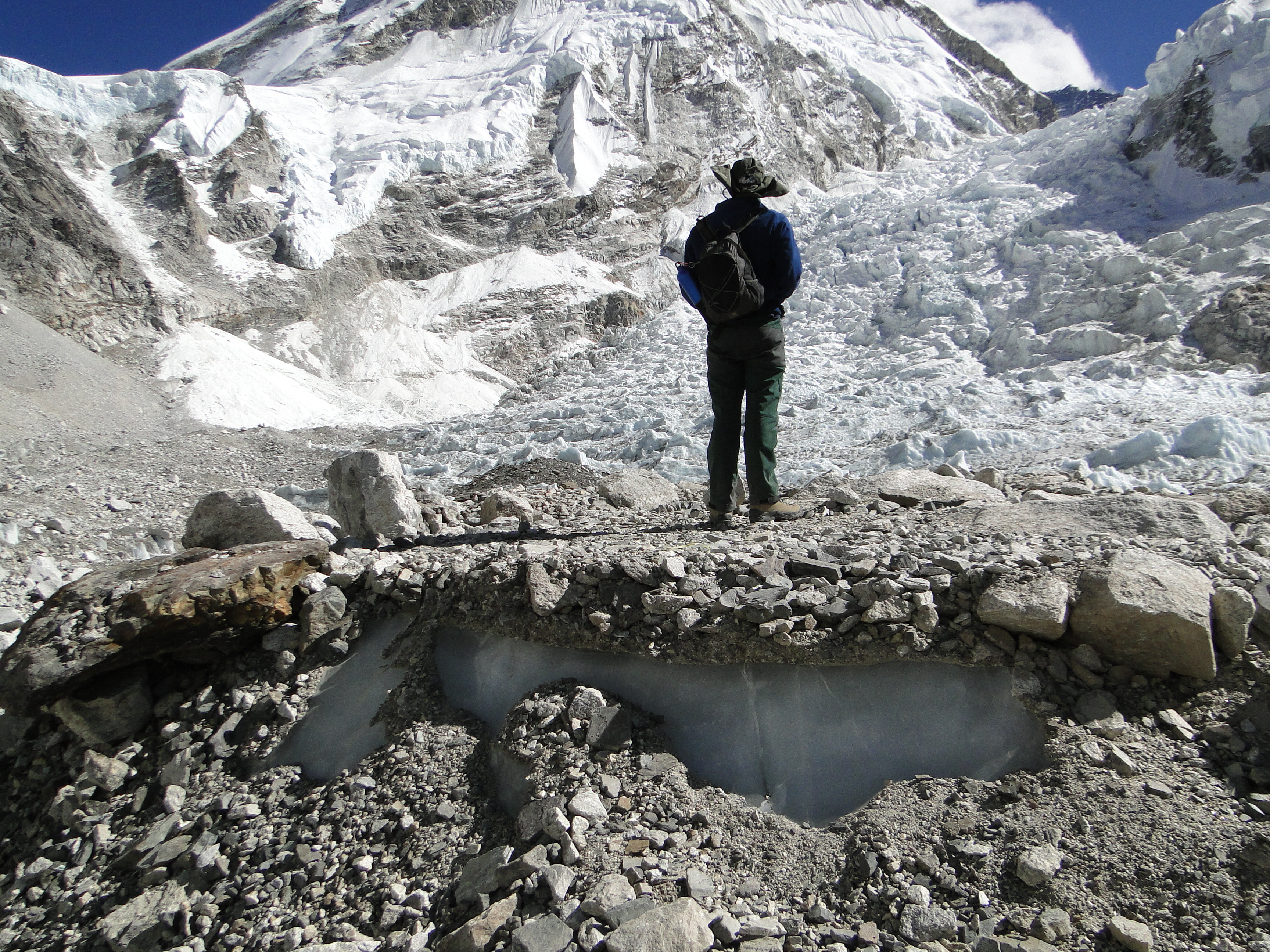
Tienda temporal de campaña de plataforma en el Glaciar de Khumbu en el campamento base sur del Everest, Nepal. Note la capa de hielo bajo la superficie inestable de roca. La Cascada de Hielo de Khumbu se aprecia al fondo
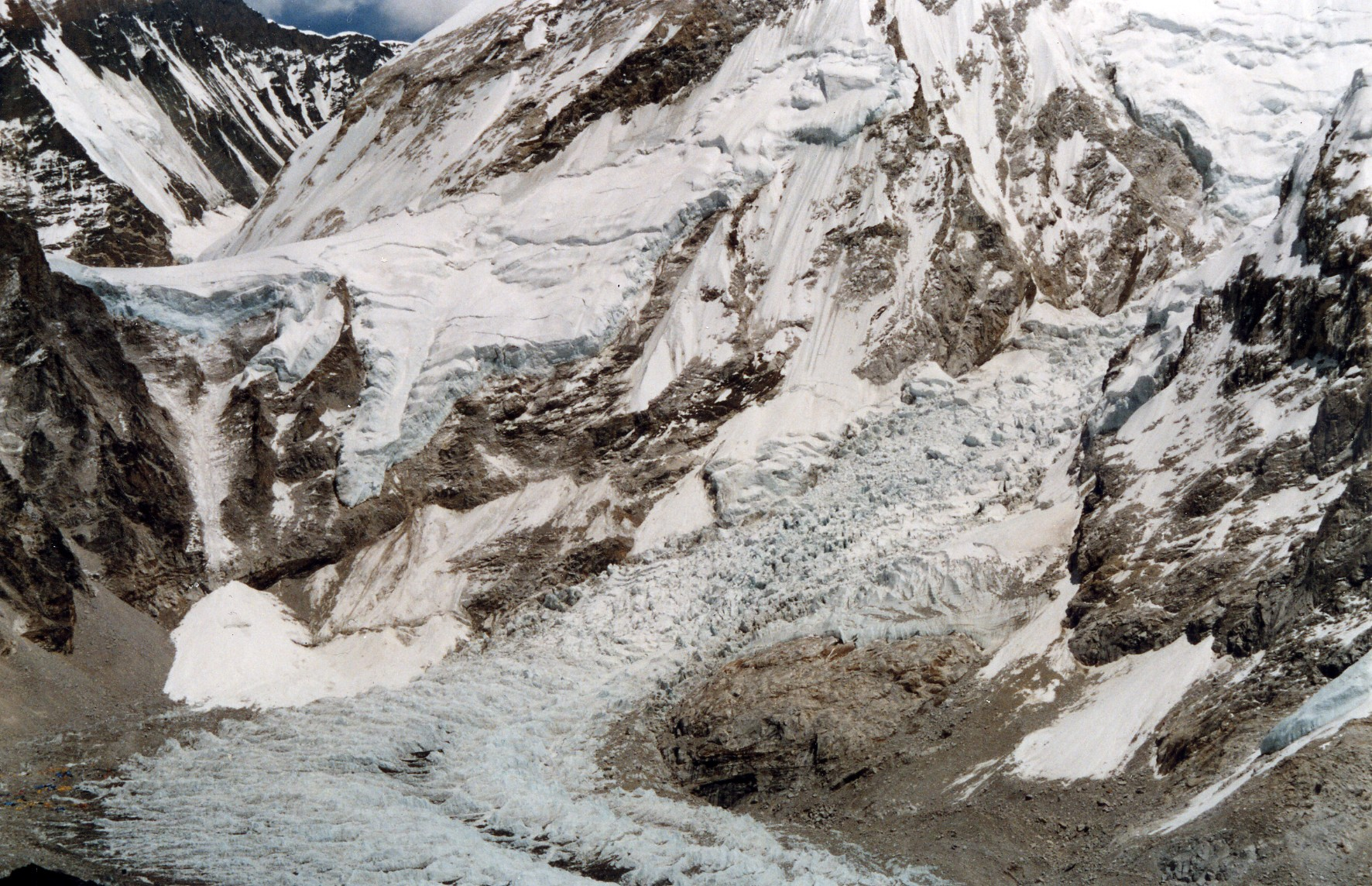
Campamento base del Everest en Nepal, la Cascada de Hielo de Khumbu está a la derecha.

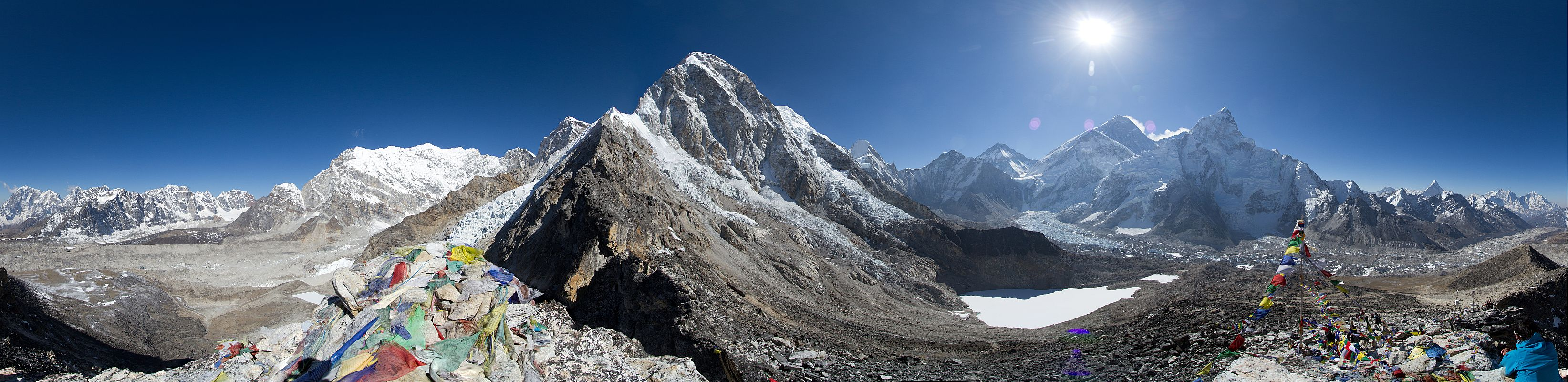
Imagen panorámica del parque nacional de Sagarmatha-Gorakshep a Periche, desde el campamento base del Everest.

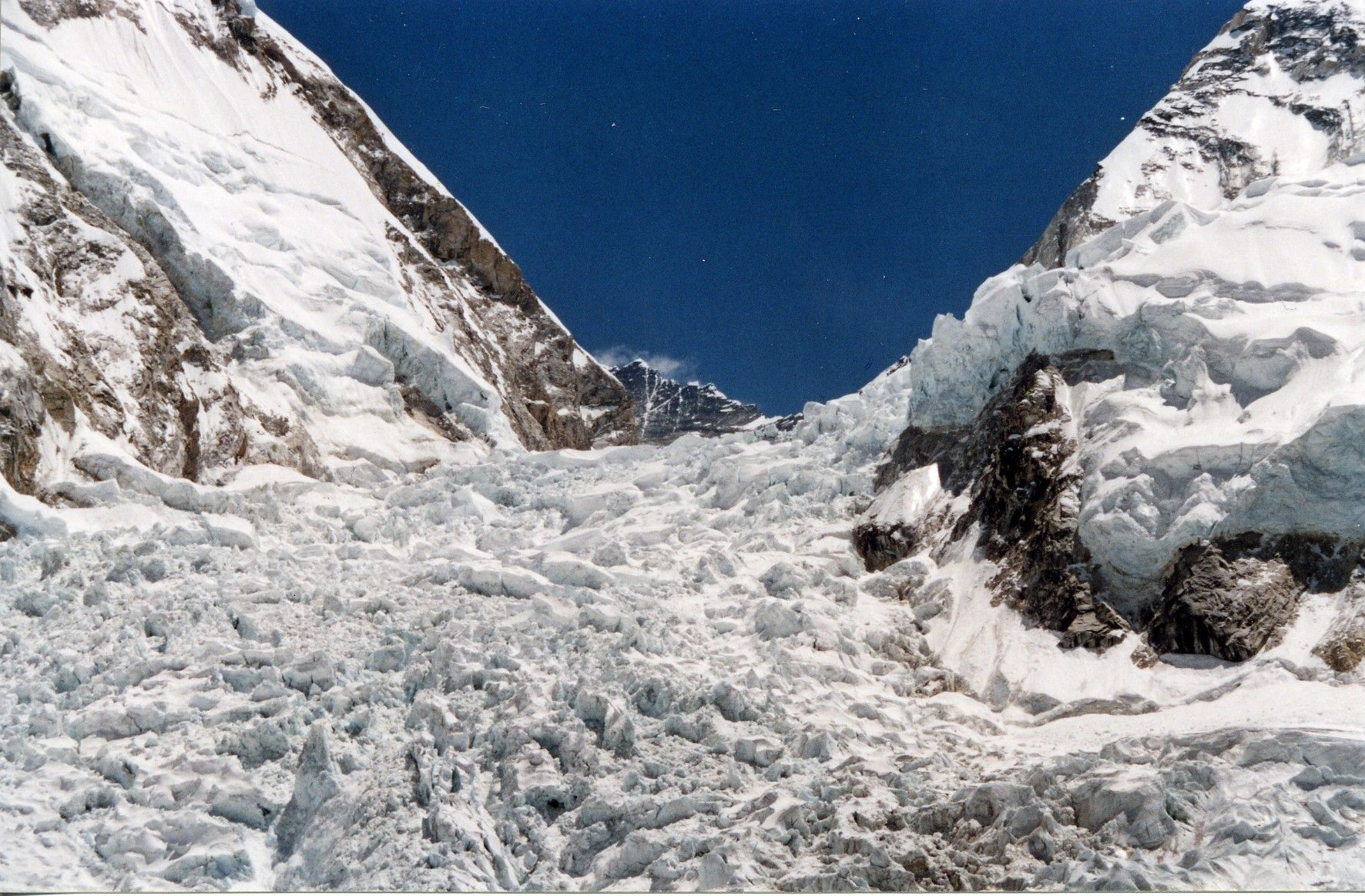
Cascada de Hielo de Khumbu
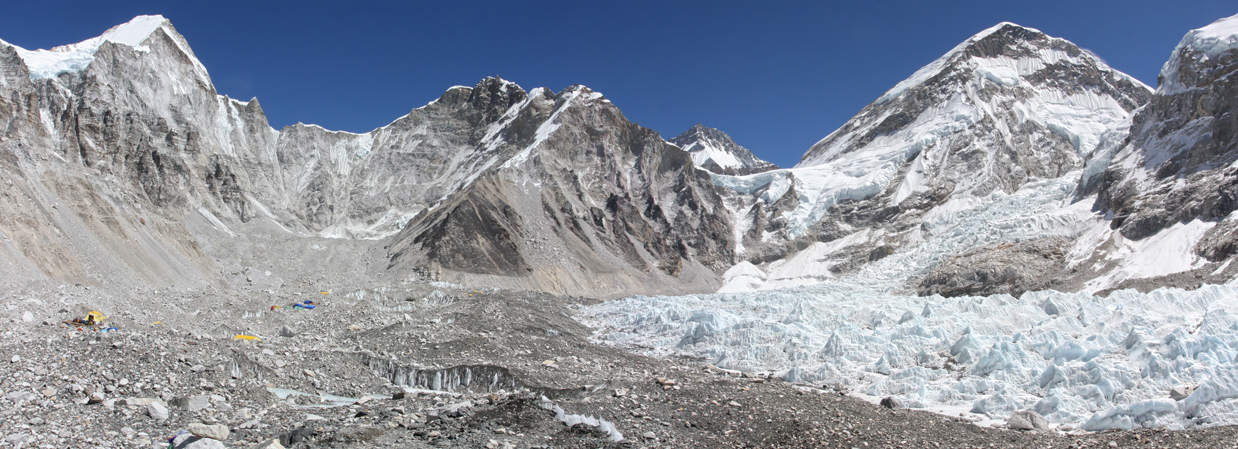
Campamento base del Everest

## Campamento base norte en el Tíbet
Para visitar el campamento base norte (en el lado de China) es necesario un permiso del gobierno de China, además del permiso requerido para visitar el Tíbet mismo. Estos permisos deben ser tramitados a través de las agencias de viajes en Lhasa como parte de un paquete turístico que incluye la renta de un vehículo, chofer y un guía. Al campamento base norte se puede acceder en vehículos a través de un camino bifurcado 100 km al sur de la Autopista de la Amistad, cerca de Shelkar. El "campamento base turístico" se encuentra a medio camino entre el monasterio de Rongbuk; el campamento base real para los escaladores está al pie del glaciar de Rongbuk.

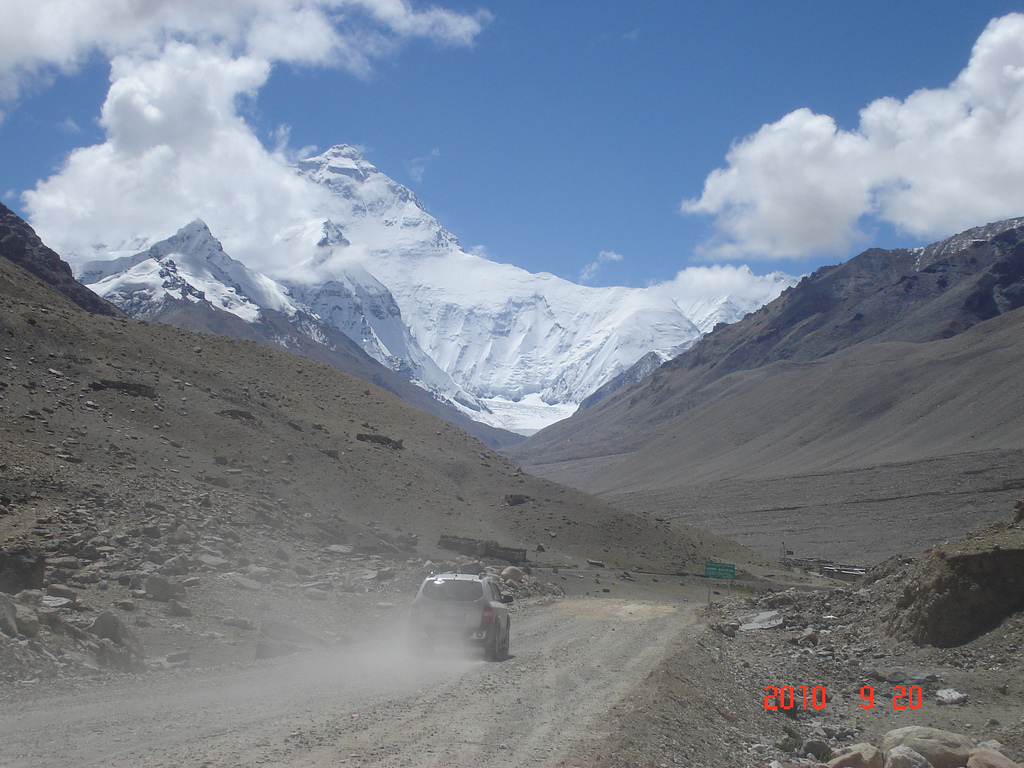
Camino de grava hacia el campamento base norte del Everest, después de salir de la "Autopista de la Amistad", en el Tíbet, con la primera vista de cerca al monte Everest
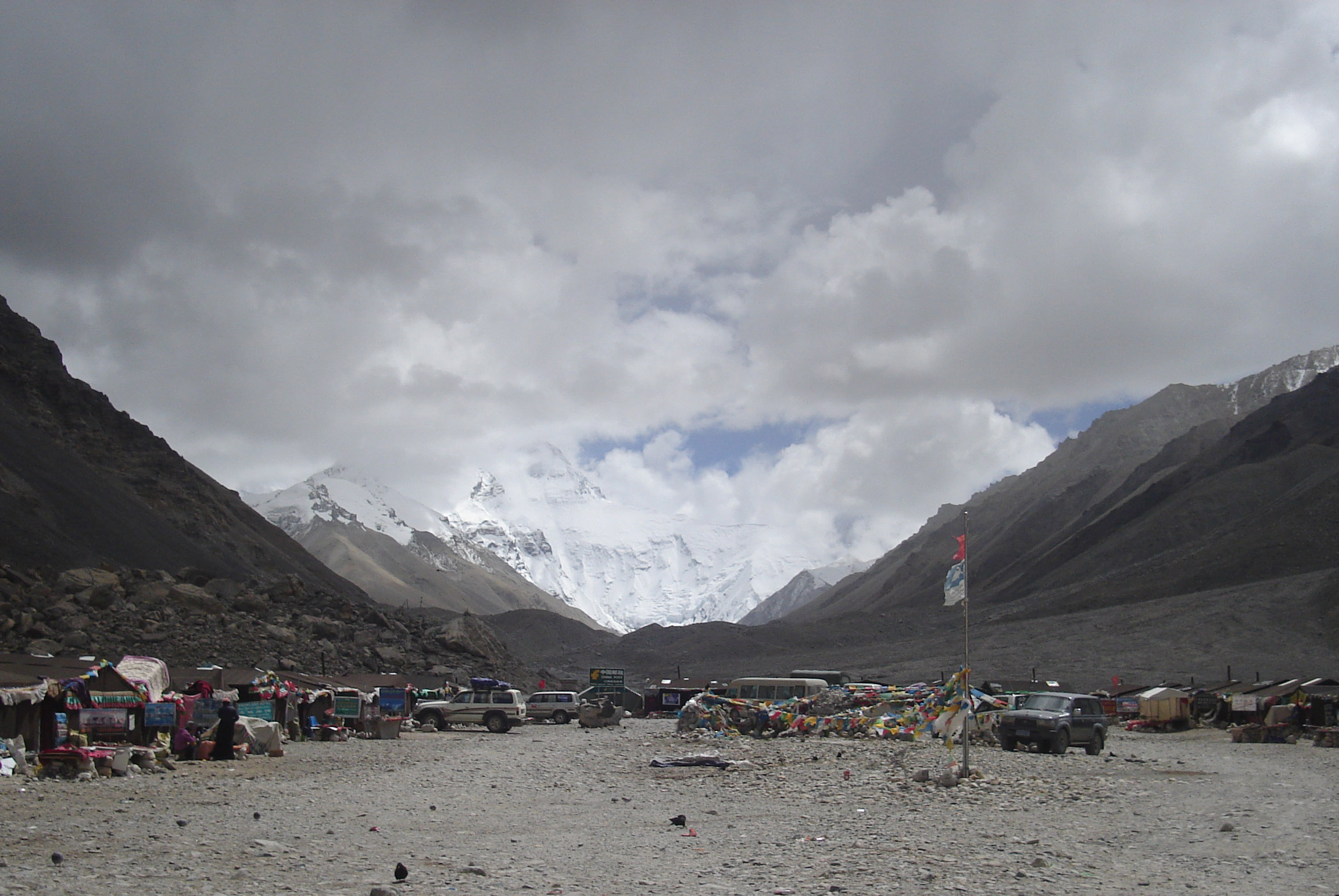
Villa de tiendas de campaña para comodidad de los turistas conocida como campamento base del Everest, en el Tíbet. Hasta este punto es lo más lejos que un automóvil privado puede llegar. El monte Everest se aprecia al fondo
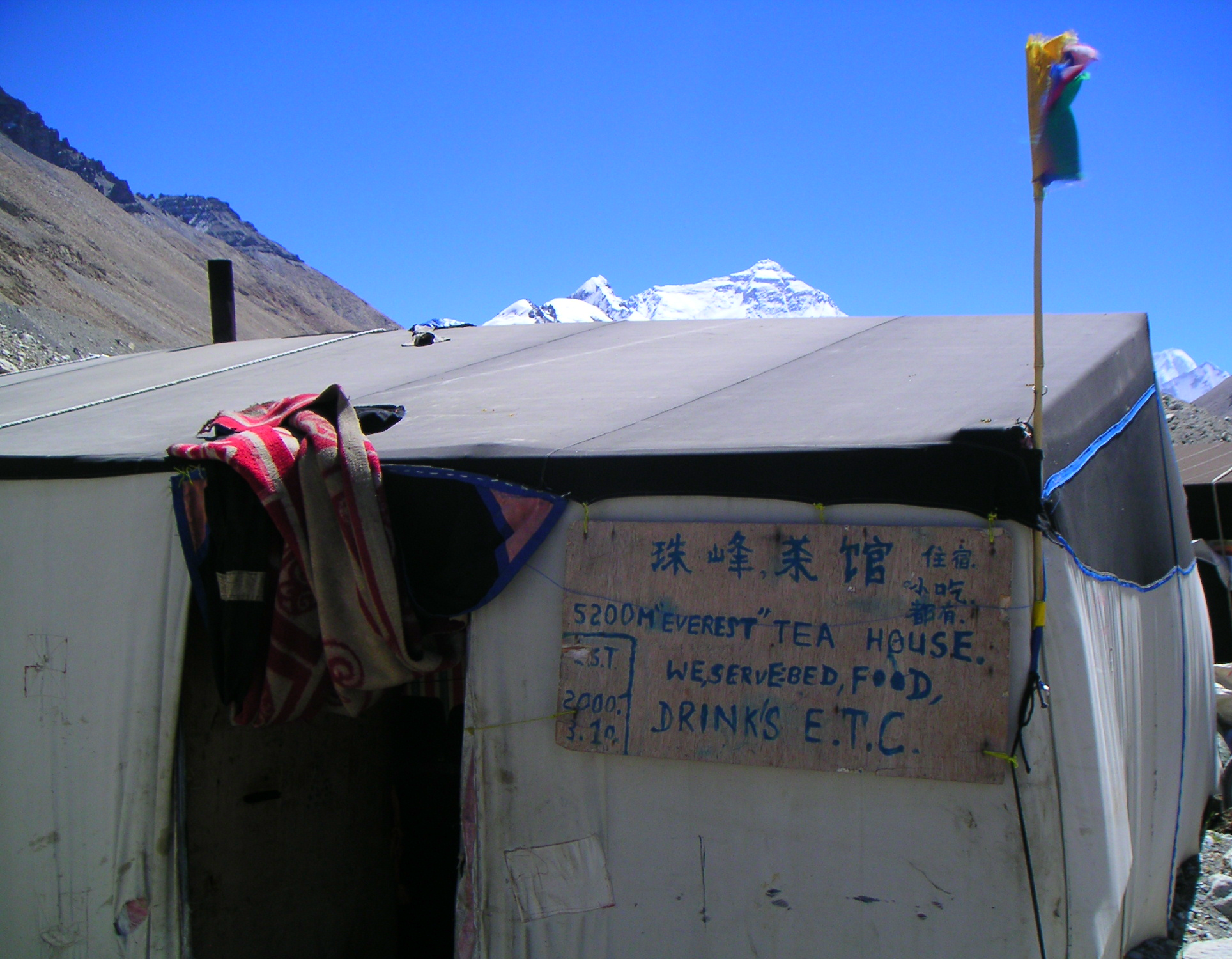
Casa de té en el campamento base norte del Everest. El monte Everest se aprecia al fondo
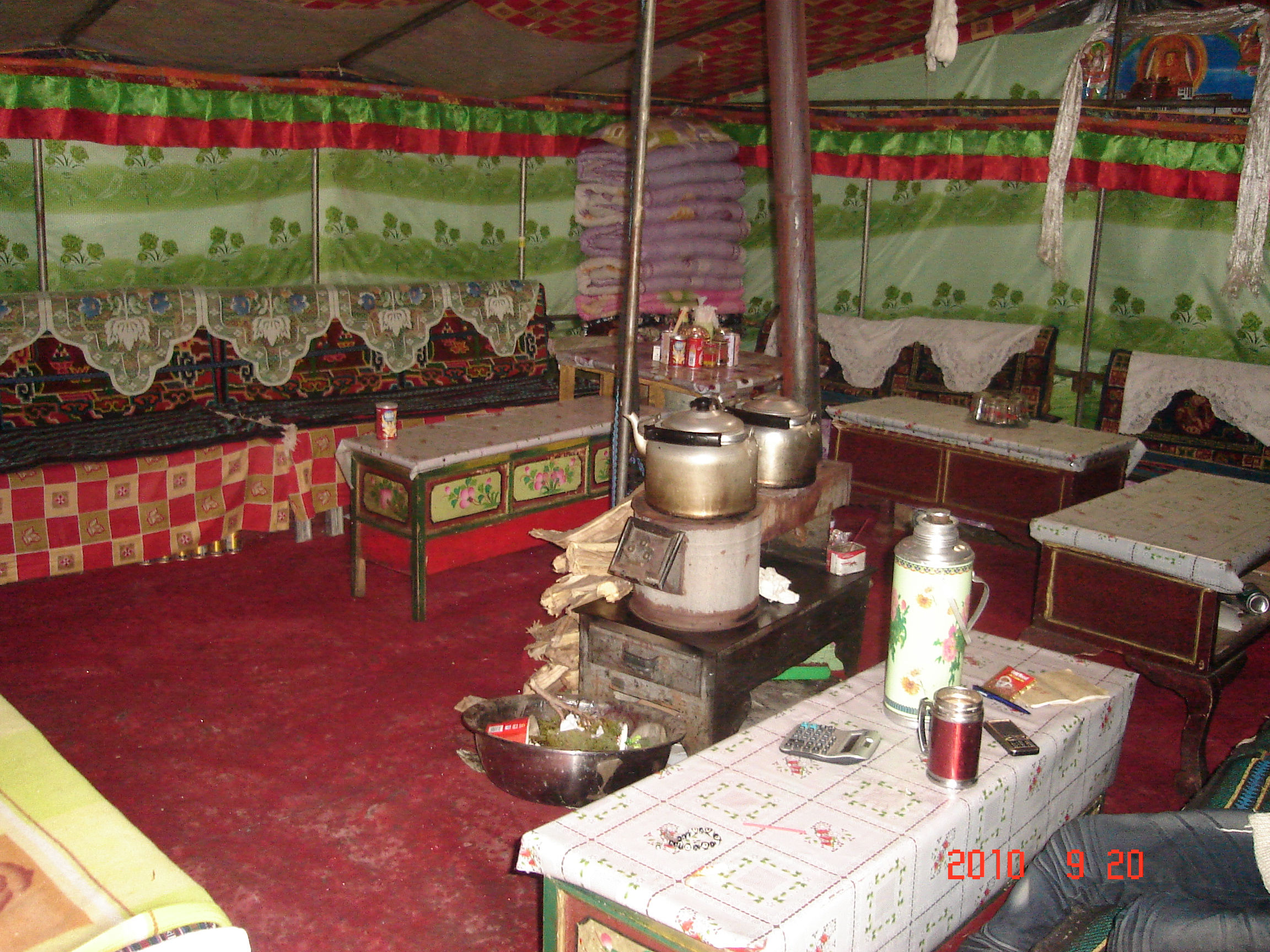
Interior de una casa de té/hotel ubicado en el campamento base  del Everest, Tíbet
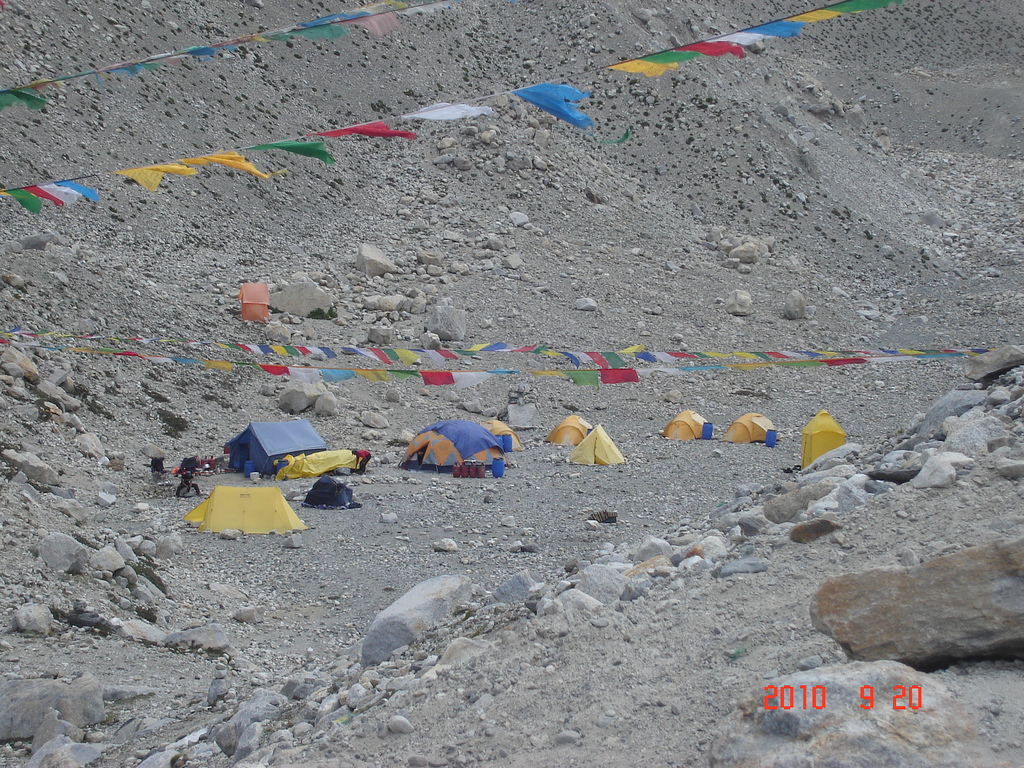
Tiendas de campaña de escaladores en el área restringida, más allá del área abierta a los turistas.
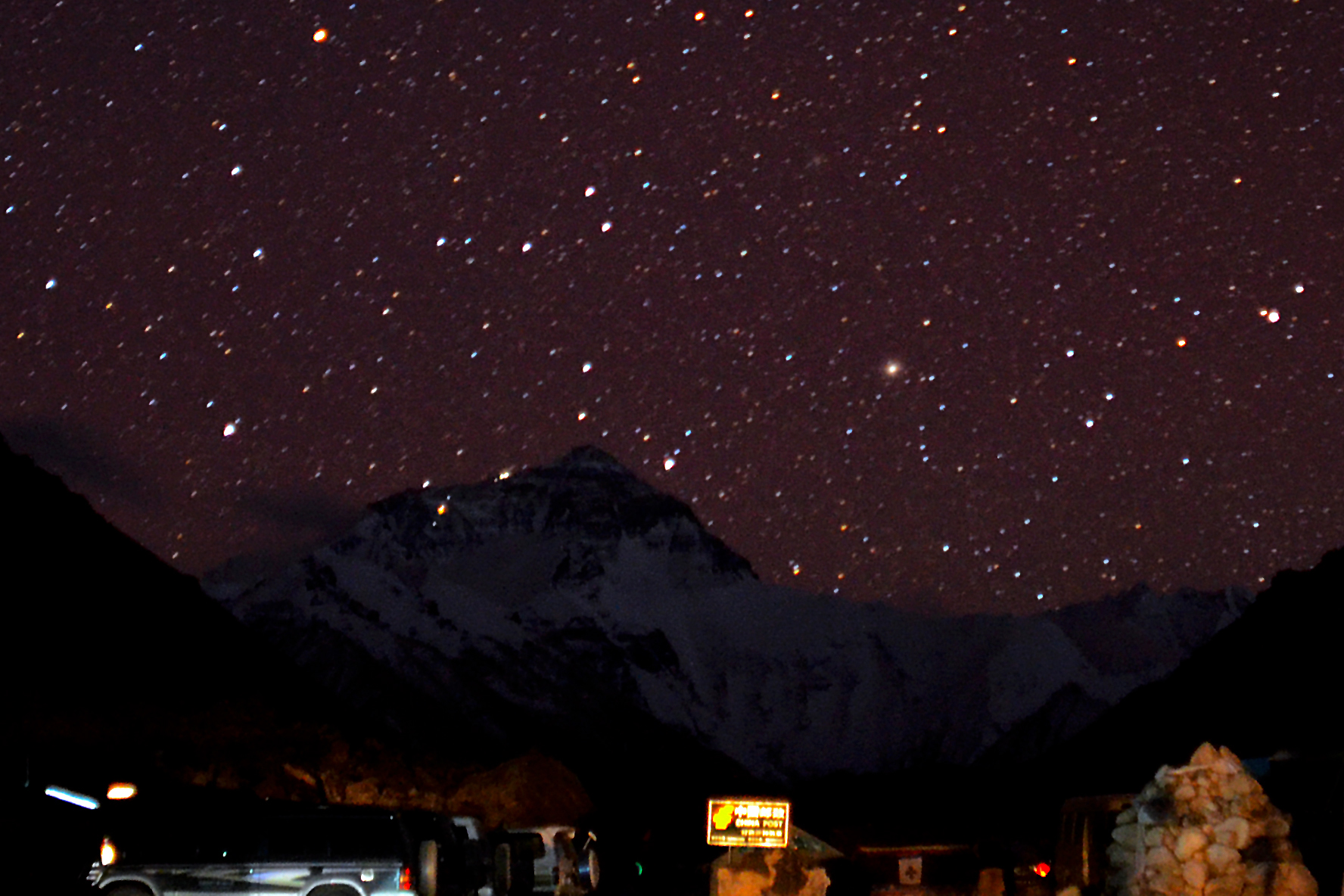
Campamentos visibles en la arista noreste, vistos desde la villa de tiendas de campaña norte, Tíbet, 20 de mayo de 2011